# STAKOB
STAKOB ist die Abkürzung für den „Ständigen Arbeitskreis der Kompetenz- und Behandlungszentren für Krankheiten durch hochpathogene Erreger“ beim Robert Koch-Institut. Es existieren Kooperationen mit dem Paul-Ehrlich-Institut (PEI) und dem Bundesinstitut für Arzneimittel und Medizinprodukte (BfArM), dem Gesundheitsdienst des Auswärtigen Amts, dem Zentralen Sanitätsdienst der Bundeswehr und den S4-Laboren in Deutschland. Der STAKOB wird von zwei gewählten Sprechern aus dem Bereich der öffentlichen Gesundheit und der klinischen Versorgung vertreten. Aktuell (2022) sind es Annette Jurke vom Landeszentrum Gesundheit Nordrhein-Westfalen und Timo Wolf vom Universitätsklinikum Frankfurt.

## Aufgaben
- Bereitstellung infektiologischer Expertise für den öffentlichen Gesundheitsdienst in den Kompetenzzentren
- Beratung bei Verdacht auf Infektionen durch hochpathogene Erreger und Management von an hochpathogenen Erregern erkrankten Patienten in den Sonderisolierstationen der sieben Behandlungszentren
- Schulungen.
- Beratung der Pflegekräfte von Patienten mit hochpathogenen Erregern.[3]

## Zentren
Bundesweit wurden sieben Zentren des STAKOB eingerichtet, insbesondere an den Kliniken der Sonderisolierstationen beispielsweise für Infektionen mit dem Marburg-Virus, Ebolavirus, Krim-Kongo-Virus, Pocken, Pest, Cholera und COVID-19.

## Beratungsnetzwerk
Gemeinsam mit der Deutschen Gesellschaft für Infektiologie (DGI) hat der STAKOB ein Infektiologie-Beratungsnetzwerk für Ärztinnen und Ärzte gegründet.

## COVID-19
Das BMG hat am 24. März 2020 verfügt, dass die zentrale Beschaffung von Arzneimitteln zur Therapie schwerwiegender Verläufe COVID-19 infizierter Patienten und die Verteilung an Apotheken durch die Bundeswehr erfolgen soll. Die gleichmäßige Verteilung sollte an ausgewählte Apotheken von Universitätskliniken sowie an Apotheken der STAKOB erfolgen.

## Stellungnahmen
Das STAKOB gibt Stellungnahmen zu ausgewählten Erregern bzw. Infektionskrankheiten heraus:
- COVID-19
  - Hinweise zu Erkennung, Diagnostik und Therapie von Patienten mit COVID-19 (PDF; 1,3 MB)
  - Remdesivir bei COVID-19 – Empfehlungen zum sachgerechten Einsatz (PDF, 153 KB)
  - Stellungnahme der DGPI, GPP, API, GKJR und STAKOB zur medikamentösen Behandlung von Kindern mit COVID-19 (Stand 7. April 2020)
- Lungenpest
  - Hinweise zur Therapie von Pest#Lungenpest|Lungenpest, 20. Dezember 2017 (PDF, 604 KB)
  - Pest-Ausbruch auf Madagaskar 2017 (PDF, 2 MB, Datei ist nicht barrierefrei)
- Ebolafieber
  - Aktuelle Entwicklung in der Ebolafieber-Therapie (PALM-Studie), 15. August 2019
  - Sexuelle Übertragung von Ebolafieber, 18. Januar 2016 (PDF, 137 KB)
  - Zum Umgang mit von Ebolafieber klinisch geheilten Patienten, bei denen ophthalmologische Eingriffe geplant sind, 12. August 2015 (PDF, 195 KB)
  - STAKOB: Hinweise zu Therapie und Prophylaxe von Ebolafieber, 25. Januar 2023
- Tularämie
  - Hinweise zur Therapie der Tularämie, 18. Februar 2016 (PDF; 307 kB)
- Affenpocken
  - STAKOB: Hinweise zur Therapie von Affenpocken, 29. Juli 2022
- Lassafieber
  - STAKOB: Hinweise zur Therapie von Lassafieber, November 2023